# Bluenext
Bluenext, formellt BlueNext, är en europeisk handelsplatform för miljöaktier och utsläppshandel. Huvudkontoret ligger i Paris, Frankrike. Den ägs av NYSE Euronext (60%) och Caisse des Dépôts (40%).